# The City of Dim Faces
The City of Dim Faces è un film muto del 1918 diretto da George Melford. La sceneggiatura si deve a Frances Marion, una delle più conosciute sceneggiatrici di Hollywood. Prodotto dalla Famous Players-Lasky Corporation, il film aveva come interpreti Sessue Hayakawa, Doris Pawn, Marin Sais, James Cruze, Winter Hall.

## Trama
Wing Lung, un commerciante cinese, si sposa con l'americana Elizabeth Mendall. Dal matrimonio nasce un bambino, Jang Lung ma, quando Elizabeth insiste per allevare il figlio nella fede cristiana, il marito la confina in una cantina, portando alla pazzia la donna.

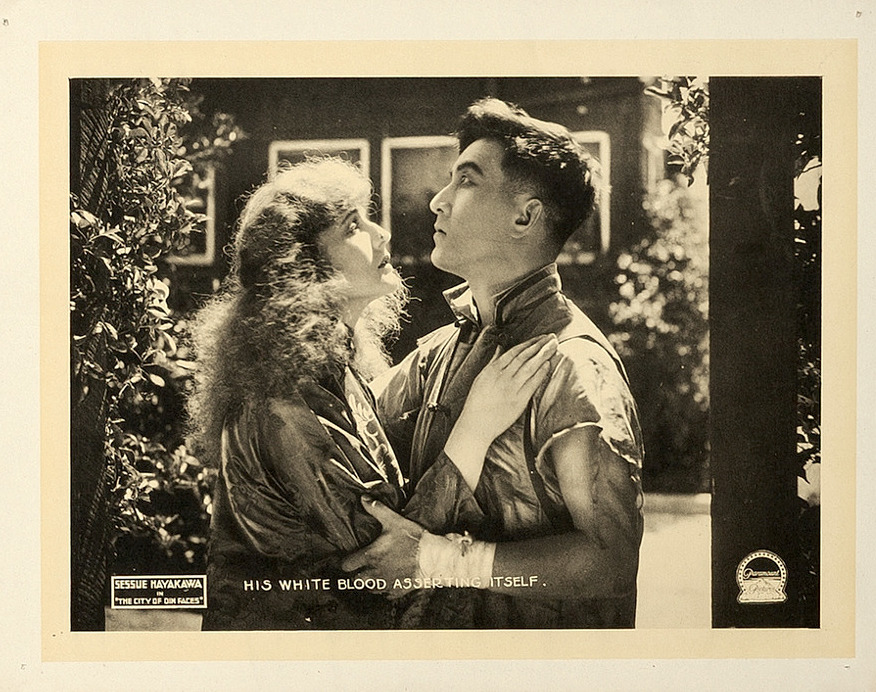
Doris Pawn e Sessue Hayakawa

Diventato ormai grande, Jang si iscrive in un'università dell'Est. Conosce e si innamora di Marcell Matthews che torna con lui a San Francisco per sposarsi. Ma, Marcell rompe il fidanzamento dopo aver visitato Chinatown. Jang, furibondo, la rapisce e la vende a un sensale. Avendo però scoperto la storia di sua madre, Jang si pente e cerca di salvare Marcell. Nel tentativo, il giovane viene gravemente ferito. Prima di morire, si riconcilia con Marcell e con sua madre Elizabeth.

## Produzione
Il film fu prodotto dalla Famous Players-Lasky Corporation. Venne girato in California, a San Francisco.

## Distribuzione
Il copyright del film, richiesto dalla Famous Players-Lasky Corp., fu registrato il 6 luglio 1918 con il numero LP12639.

Distribuito dalla Famous Players-Lasky Corporation, uscì nelle sale cinematografiche statunitensi il 15 luglio 1918. In spagnolo, è conosciuto con il titolo La ciudad de las caras sombrías.
Non si conoscono copie ancora esistenti della pellicola che viene considerata presumibilmente perduta.